# 西晋一郎
西 晋一郎（にし しんいちろう、1873年（明治6年）3月29日 - 1943年（昭和18年）11月13日）は、日本の倫理哲学者。学位は、文学博士。京都帝国大学の西田幾多郎博士とともに“両西”と呼ばれ、倫理哲学界の重鎮であった。

## 経歴
1873年、鳥取県鳥取市で西昇蔵の長男として生まれた。山口高校を経て東京帝国大学に入り、1899年（明治32年）に同大学哲学科を卒業した。
1902年、広島高等師範学校が設立されると同校教授に就任。同校が1929年に文理科大学に改組されたのちも引き続きその教授をつとめた[疑問ありーノート参照]。1937年に満州国の首都・新京に建国大学を設立することが満洲国国務院の会議で決定するが、設立にあたっては創立委員を務めた。
昭和18年（1943年）正月、宮中の講書始の儀・漢籍の部で昭和天皇に論語を進講している。この進講は敗戦を見据えた講義であったといわれている。

## 研究内容・業績
- 「京都の西田、広島の西」と称された。

## 評価
- 広島大学には西晋一郎に関連する資料が残されており、『西晋一郎の思想－広島から「平和・和解」を問う』(衛藤吉則2018)ではその資料目録をデータ化し収録している。また、戦前から戦後を西晋一郎の思想とともに読み解いている。

## 著作

### 著書
- 『グリーン氏倫理学序論』育成会(倫理学書解説) 1901
- 『倫理哲学講話』育英書院 1915
- 『普遍への復帰と報謝の生活』日本社 1920
- 『教育と道徳』大村書店 1923
- 『倫理学の根本問題』岩波書店 1923
- 『標註代表国民道徳書彙編 磯野清共編、明治図書 1928
- 『教の由つて生ずる所』目黒書店 1930
- 『実践哲学概論』岩波書店 1930
- 『教育勅語と国民教育の根本』山口県教育会 1931
- 『忠孝論』岩波書店 1931
- 『国民道徳講話』藤井書店(精神科学叢書) 1932
- 『歴史と教育』思想問題研究会編、青年教育普及会 1933
- 『我が国体及び国民性について』思想問題小輯 文部省思想局編、日本文化協会出版部 1934
- 『天地開闢即国家建立』国民精神文化研究所(国民精神文化研究) 1934
- 『東洋倫理』岩波全書 1934
- 『教学と思想統一』国民精神文化類輯 国民精神文化研究所 1935
- 『日本国体』日本文化協会, 1935. 憲法教育資料
- 『我が國の教育』思想問題研究會編纂、青年教育普及會(思想新輯) 1935
- 『代表的国学者の日本精神観』磯野清共著、明治図書 1936
- 『教学に就て』照屋勝雄 1937
- 『教学と学芸』国民精神文化類輯 国民精神文化研究所, 1937
- 『天の道人の道』目黒書店 1937
- 『礼の意義と構造』小糸夏次郎共著、国民精神文化研究所(国民精神文化研究) 1937
- 『新制女子修身要義講話』編、帝国書院 1938
- 『尊徳・梅岩』岩波書店(大教育家文庫) 1938
- 『我国体と教学の特色』儒道研究会 1938
- 『教学の説』興亜教学研究会編、目黒書店(教学新書) 1939
- 『国家・教学・教育』 目黒書店 1939
- 『真正なる国家』 国民精神文化研究所(国民精神文化研究) 1939
- 『新日本修身書解説』 教授用備考.巻1 修文館 1939
- 『女子修身撮要提要講話』編、帝国書院 1939
- 『教育勅語衍義』賢文館 1940
- 『教学と教育』第一出版協会(教育と行の講習会記録) 1940
- 『東洋道徳研究』岩波書店 1940
- 『勤労の尊尚』(日本勤労叢書)勤労者教育中央会編、目黒書店 1940
- 『藤樹学講話』目黒書店 1941
- 『東洋道徳研究』岩波書店 1941
- 『文教論』建国大学研究院 康徳8年
- 『人間即家国の説』明世堂書店 1944
- 『哲学入門』国立書院 1948
- 『西晋一郎著作集』第1 (チマイオスとパルメニデース) カホリ書房 1948
- 『森鷗外に学ぶ人づき合いの知恵：複雑な社会を逞しく生きるために』 日新報道 1978
- 『老子講義講義』本間日出男筆記・木南卓一校訂増補、溪水社 1996
- 『易・近思録講義』本間日出男筆記・木南卓一校訂増補、溪水社 1997
- 『日本儒教の精神：朱子学・仁斎学・徂徠学』木南卓一校合増補、溪水社 1998
- 『人倫の道 西晋一郎語録』寺田一清編、致知出版社 2004

### 訳書
- 『グリーン氏倫理学』金港堂 1902
- 『結婚論』アドラー著、須郷侊太郎共訳、内外出版 1924
- 『中小学校修身教授の理論及実際』アドラー著、枩田与惣之助共訳、大村書店 1927
- 『道徳教育』アドラー著、枩田与惣之助共訳、同文書院 1935
- 『太極図説・通書』周敦頤著、岩波文庫 1938
- 『大学解通釈』中江藤樹著、通釈、目黒書店 1939

## 親族・先祖
- 父：西昇蔵は士族[6]。
- 弟：恒次郎は医師。
- 次男：順蔵は中国思想史研究者。
- 次女：「しげ」は西晋一郎の弟子であった倫理学者・森滝市郎に嫁いだ。

### 西家
- 晋一郎を生んだ分知家医師の西家の初代は西恕庵といい、明和6年（1769年）鳥取藩西分知家四代池田定得に召抱えられた。恕庵は定得、五代定常に仕え、天明5年（1785年）11月に没した[2]。
- 二代目恕庵は天明5年（1785年）11月に家督を継ぎ、定常、六代定興、七代定保の三代に侍医として仕え、天保4年（1833年）3月に没した[2]。
- 三代目柳庵はその5月に家督を継いだ[2]。七代定保、八代清直、九代清緝、十代徳定に仕えて維新をむかえ、明治2年（1869年）家督を倅昇蔵に譲って隠居した[2]。その後鳥取で暮らしていたが、その没年は判っていない[2]。倅昇蔵は武士となって廃藩をむかえている[2]。

```
　　
　　　　　　　　　　　　　　　　　　　　　┏信蔵
　　　　　　　　　　　　　　　┏晋一郎━━┫　　　
恕庵━━恕庵━━柳庵━━昇蔵━┫　　　　　┗順蔵
　　　　　　　　　　　　　　　┗恒次郎━━━禄郎

```

## 西晋一郎に関する資料
評伝
- 『西晋一郎の哲学』隈元忠敬著、渓水社 1995年
- 『西晋一郎の生涯と思想』縄田二郎著、五曜書房 2003年
- 『昭和天皇をポツダム宣言受諾に導いた哲学者：西晋一郎、昭和十八年の御進講とその周辺』山内廣隆著、ナカニシヤ出版 2017年
- 『西晋一郎の思想：広島から「平和・和解」を問う』衛藤吉則著、広島大学出版会 2018年[7]

資料
- 『鳥取県大百科事典』（編集：新日本海新聞社・同編集委員会）1984年、766頁
- 『続 因伯の医師たち』森納著、1985年、291-294頁